# Tarasenkove, Orjîțea
Tarasenkove (în ucraineană Тарасенкове) este un sat în comuna Zolotuhî din raionul Orjîțea, regiunea Poltava, Ucraina.

## Demografie
Componența lingvistică a localității Tarasenkove
     Ucraineană (96,72%)
     Rusă (2,97%)
     Alte limbi (0,16%)
Conform recensământului din 2001, majoritatea populației localității Tarasenkove era vorbitoare de ucraineană (96,72%), existând în minoritate și vorbitori de rusă (2,97%).